# قطار کودکی
قطار کودکی فیلمی به کارگردانی  و نویسندگی سیروس حسن پور ساختهٔ سال ۱۳۸۱ است.

## بازیگران
- حسین لازمی
- امیر سلیمانی
- پورصفیه کوهی
- ضیغمعلی قدوسی نیا
- علی واحدی
- یحیی پیچ خانلو
- علی آزادنیا
- هما ساقی
- هوشنگ صبا
- احسان عظیمی
- نورالدین جباری
- مهدی موسوی
- قادر محمدی
- توحید حنیفه ای